# 해남 연당리 미륵불
해남 연당리 미륵불은 대한민국 전라남도 해남군 황산면에 있는 미륵불이다. 2002년 11월 7일 해남군의 향토문화유산 제8호로 지정되었다.

## 개요
연당리 미륵불은 조성연대를 정확히 알 수 없으나 해남에서 우수영으로 가는 중요한 교통로였던 남리역 근처에 있는 미륵불이다. 입상의 형태인 이 미륵불은 현재 얼굴의 윗부분이 깨어져 전체적인 얼굴의 형태는 알 수 없으나 귀는 길게 늘어 뜨려져 있고, 수인주의 왼손은 가슴에 오른손은 길게 늘어 뜨리고 무릎 이하는 매몰되어 하부 전체를 볼 수 없다. 미륵불의 높이는 205㎝, 두고 54㎝, 두폭 53㎝, 흉폭 43㎝, 견폭 85㎝이다. 무릎부분은 조각이 된 것으로 미루어 좌우 협시불을 조각한 것이 아닌가 보고 있다. 미륵불의 수인은 영원인과 선정인의 모습을 취하고 있어 석가모니불의 형상을 취하고 있다. 미륵불은 매년 마을에서 정월대보름과 사월초파일에 도제를 지내며, 마을 발전과 평안을기원하는데 제장인 도제각은 마을회관 옆에 위치하고 있으며 1992년에 건립하였다고 한다. 구전에 의하면 미륵은 암수 한쌍으로 있었는데 암미륵은 땅에 묻혀 버리고 수 미륵만 남았는데 현재의 미륵이 수미륵이라고 한다. 이 미륵불은 매우 영험해 전라우수영의 수사가 연당리 미륵불 앞을 지날 때 말을 타고 지나면 다리가 부러지고, 가마를 타고 지나면 가마가 부서졌다는 이야기가 전해오고 있다.